# Сапукая-ду-Сул
Сапукая-ду-Сул (порт. Sapucaia do Sul) — муниципалитет в Бразилии, входит в штат Риу-Гранди-ду-Сул. Составная часть мезорегиона Агломерация Порту-Алегри. Входит в экономико-статистический микрорегион Порту-Алегри. Население составляет 122 099 человек на 2007 год. Занимает площадь 58,644 км². Плотность населения — 2 318,3 чел./км².

## История
Город основан 20 августа 1961 года.

## Статистика
- Валовой внутренний продукт на 2004 год составляет 1 760 632 000,00 реалов (данные: Бразильский институт географии и статистики).
- Валовой внутренний продукт на душу населения на 2004 год составляет 13 347,00 реалов (данные: Бразильский институт географии и статистики).
- Индекс развития человеческого потенциала на 2000 год составляет 0,806 (данные: Программа развития ООН).

## Известные люди
Дуглас Коста -- известный футболист, бывший игрок Гремио, Шахтера, Баварии, Ювентуса и Лос-Анджелес Гэлекси. Клубный чемпион мира, трехкратнный  победитель чемпионата Германии, победитель кубка Германии, победитель суперкубка Германии трехкратный победитель чемпионата Италии, победитель кубка Италии, победитель суперкубка Италии, пятикратный победитель чемпионата Украины, трехкратный победитель кубка Украины, трехкратный победитель суперкубка Украины. Также в его послужном списке есть другие молодежные, региональные трофеи.

## География

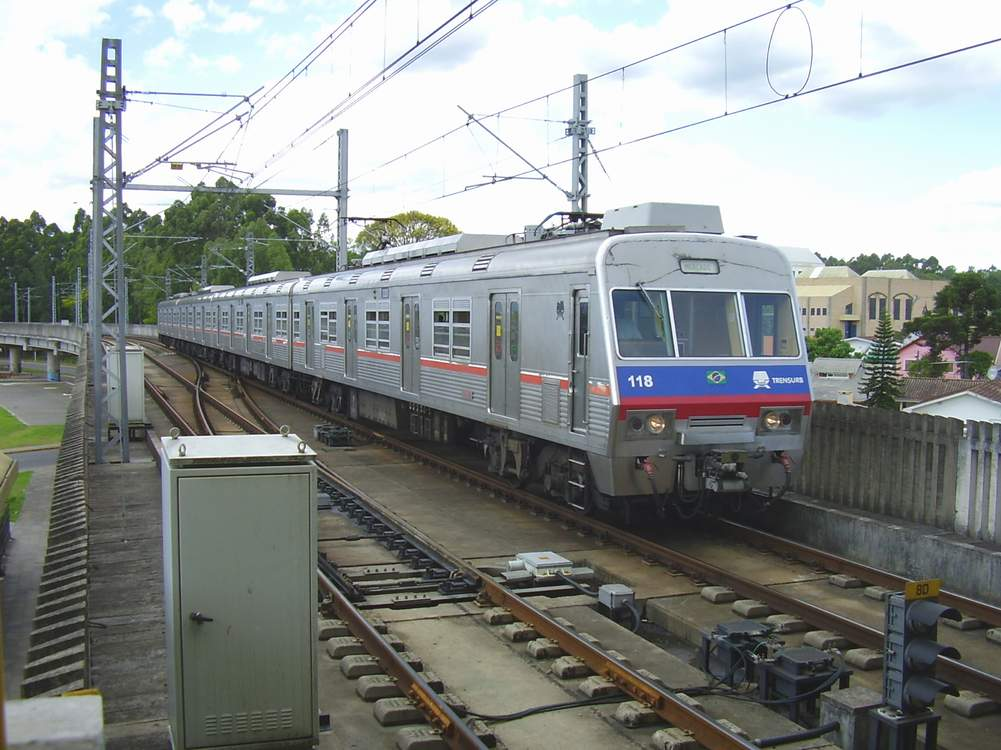

Климат местности: субтропический.